# طريقة نسوية
الطريقة النسوية هي وسيلة لإجراء التحقيقات وتوليد النظرية من وجهة نظر نسوية صريحة. تتنوع المنهجيات النسوية، لكنها تميل إلى وجود بعض الأهداف أو الخصائص المشتركة، بما في ذلك السعي إلى التغلب على التحيزات في البحث، وإحداث التغيير الاجتماعي، وإظهار التنوع البشري، والاعتراف بموقف الباحث. إن التشكيك في المنطق العلمي الطبيعي هو شكل آخر من أشكال الطريقة النسوية.